# Kaliumcyanaat
Kaliumcyanaat (KOCN) is het kaliumzout van cyaanzuur. Het is, ondanks de gelijkenis in naam, veel minder giftig dan kaliumcyanide. De stof komt voor als kleurloze naaldvormige kristallen, die zeer goed oplosbaar zijn in water.

## Synthese
Kaliumcyanaat kan bereid worden door reactie van ureum en kaliumcarbonaat:
{\displaystyle {\ce {2CO(NH2)2 + K2CO3 -> 2KOCN + 2NH3 + CO2 + H2O}}}
Daarnaast kan het ook zuiver worden gevormd door oxidatie van kaliumcyanide met zuurstofgas:
{\displaystyle {\ce {2KCN + O2 -> 2KOCN}}}

## Toepassingen
Kaliumcyanaat werd vroeger in veel landen gebruikt als herbicide. Tegenwoordig is het vervangen door ureum en carbamaten.